# Carla Häfner
Carla Häfner (* 1978 in Braunschweig) ist eine deutsche Ärztin und Kinderbuchautorin.

## Leben
Carla Häfner studierte Medizin an den Universitäten in Göttingen, Boston und Ulm.
Nach der Geburt ihres ersten Sohnes im Jahr 2009 begann Carla Häfner, Gedichte und Lieder für ihn zu schreiben. Ihr erstes Buch Es tanzt ein kleiner Pinguin wurde 2014 beim renommierten Musikverlag Schott Music veröffentlicht. Anfangs schrieb Häfner für nur Babys und Kleinkinder; inzwischen richten sich ihre Bücher auch an werdende Eltern. In ihrem aktuellen Buch Hallo Baby, hier singt Mama (2016) thematisiert Häfner die Fähigkeit des Ungeborenen, schon im Mutterleib Musik wahrzunehmen und wiederzuerkennen, und die sich daraus ergebenden Chancen der frühen Kontaktaufnahme der werdenden Eltern mit ihrem ungeborenen Kind. Bei der Produktion der Musik- und Gesangsbeispiele für die zugehörige CD arbeitete Häfner mit der Sopranistin Franziska Förster zusammen.

## Privates
Während ihres Studiums in Göttingen lernte Carla Häfner ihren Ehemann kennen, der aus Ulm stammt. Seit 2003 leben beide mit ihren drei Kindern im Neu-Ulmer Stadtteil Offenhausen.

## Veröffentlichungen
- Es tanzt ein kleiner Pinguin: Fingerspiele, Streichel- und Bewegungslieder für Babys. Mit CD, Schott Music, Mainz 2014, ISBN 978-3-7957-4858-6.
- Ich bin der große Kitzelbär, frohes Lachen mag ich sehr. Verlag an der Ruhr, Mülheim 2014, ISBN 978-3-8346-2561-8.
- Duden: Zi-Za-Zappelfinger Mein erstes Fingerspielbuch. Fischer Duden, Frankfurt am Main 2014, ISBN 978-3-7373-3199-9.
- Mäh und Muh – wer bist Du? Finde Schaf und Kuh. Fischer Sauerländer, Frankfurt am Main 2015, ISBN 978-3-7373-5128-7.
- Auf und zu – wo bist Du? Elefant und Kakadu. Fischer Sauerländer, Frankfurt am Main 2015, ISBN 978-3-7373-5129-4.
- Duden: Das kleine Autobuch. Oben, unten, vor, zurück. Fischer Duden, Frankfurt am Main 2015, ISBN 978-3-7373-3244-6.
- Die kleine Weihnachtsmaus. Ravensburger Buchverlag, Ravensburg 2016, ISBN 978-3-473-43594-4.
- Duden: Bist du kitzlig, kleiner Bär? Eine Mitmachgeschichte. Fischer Duden, Frankfurt am Main 2016, ISBN 978-3-7373-3263-7.
- Da kommen die Fahrzeuge. Ravensburger Buchverlag, Ravensburg 2016, ISBN 978-3-473-43553-1.
- Hallo Baby, hier singt Mama: Ein musikalischer Ratgeber für werdende Mütter. Ausgabe mit CD. Schott Music, Mainz 2016, ISMN 979-0-00116036-0 (Suche im WorldCat).
- Der Code des Lebens – Alles über Gene, DNA, Gentechnik und warum du so bist, wie du bist Knesebeck Verlag, München 2022, ISBN 978-3-95728-533-1.